# 16. arméfördelningen
16. arméfördelningen (16. förd), var en arméfördelning inom svenska armén som verkade i olika former åren 1941–1978. Förbandsledningen var förlagd i Karlstads garnison i Karlstad.

## Historik
16. arméfördelningen bildades den 1 augusti 1941 som XVI. fördelningen, och var direkt underställd militärbefälhavaren för V. militärområdet, medan Värmlands regemente ansvarade för uppsättandet och mobilisering av fördelningsstaben. Den 1 oktober 1966 kom beteckningen att ändrades från att anges i romerska siffror till arabiska siffror, det vill säga fördelningen kom att benämnas som 16. arméfördelningen. Genom försvarsbeslutet 1977 beslutades att armén skulle reduceras, vilket bland annat innebar att två arméfördelningar kom att upplösas. De två  arméfördelningar som beslutades att upplösas var 2. fördelningen och 16. fördelningen, vilka utgick och upplöstes den 30 juni 1978. Bakgrunden till att just de två fördelningar utgick, kan ses i att de båda utgjorde en strategisk reserv.

## Verksamhet
16. arméfördelningens främsta uppgift var att utveckla, leda och samordna markstridskrafterna inom Bergslagens militärområde. Arméfördelningschefen lede den taktiska verksamheten och var direkt underställd militärbefälhavaren. Arméfördelningen utgjorde ursprungligen en strategisk reserv vid ett anfall mot Övre Norrland (krigsfall 2 N). I försvarsplanen från 1962 planlades enbart tvåfrontsalternativ, och arméfördelningen kom att utgöra en strategisk reserv vid ett anfall mot norra Sverige och samtidigt mot södra Sverige (krigsfall 2 S), eller vid ett anfall mot norra Sverige och samtidigt mot östra Sverige (krigsfall 2 Ö).

### Brigader
Åren 1962–1978 mobiliserade fördelningen av nedan brigader.
- Livbrigaden (IB 3), Örebro
- Dalabrigaden (IB 13), Falun
- Närkebrigaden (IB 33), Örebro

## Förläggningar och övningsplatser
Även om fördelningen mobiliserades av Värmlands regemente, var den fredsgrupperad tillsammans med militärområdesstaben vid Kaserngatan 4/Sandbäcksgatan 29 i Karlstads garnison.

## Förbandschefer
- 1941–1972: ?
- 1972–1978: Öv.1 Iwan Hörnquist [2][5]

## Namn, beteckning och förläggningsort
| XVI. fördelningen    | 1941-08-01 | – | 1966-09-30 |
| 16. arméfördelningen | 1966-10-01 | – | 1978-06-30 |

| XVI. förd | 1941-08-01 | – | 1966-09-30 |
| 16. förd  | 1966-10-01 | – | 1978-06-30 |

| Karlstads garnison (F) | 1941-08-01 | – | 1978-06-30 |